# Liceo artistico statale Paolo Toschi
Il Liceo artistico statale Paolo Toschi, precedentemente Istituto d'Arte Paolo Toschi, si trova in viale Toschi a Parma. Ha sede in un'ala del palazzo della Pilotta, nei pressi del ponte Verdi.
Prende il nome dell'architetto e incisore Paolo Toschi, tra i maggiori protagonisti della vita artistica e culturale di Parma nel XIX secolo.

## Storia
Il Liceo occupa gran parte degli ambienti che il duca di Parma Don Filippo di Borbone aveva destinato all'Accademia di Belle Arti, dove ebbe anche sede la Stamperia Reale diretta da Giambattista Bodoni, che qui esercitò l'attività di tipografo che lo rese famoso in tutto il mondo. L'Accademia di Parma si impose a livello europeo per la modernità dei suoi statuti e per il prestigio dei suoi concorsi, cui partecipò, tra gli altri, l'allora giovane e promettente pittore spagnolo Francisco Goya. Tra i professori dell'Accademia si ricordano Ennemond Petitot, architetto di corte e insegnante di architettura, e lo scultore Jean-Baptiste Boudard, autore di molte delle statue che adornano il Parco ducale.
Con la Riforma Gentile del 1923 viene fondato il Regio Istituto d'Arte "Paolo Toschi", intitolato al famoso incisore Paolo Toschi e articolato in tre sezioni: Scenotecnica, Decorazione, Architettura, alle quali nel 1940 se ne aggiungerà una quarta, Grafica. I corsi erano di durata triennale e si concludevano con la Licenza di Maestro d'arte. In seguito venne attivato un biennio terminale che consentiva l'acquisizione di un Diploma d'Istruzione Artistica.
Attualmente tale configurazione (triennio + biennio) rimane nei corsi serali, mentre nei corsi diurni è stata introdotta dal 1995 la sperimentazione coordinata assistita "Michelangelo", che prevede quattro sezioni: Architettura, Grafica, Pittura e Decorazione Pittorica, Rilievo e catalogazione dei beni culturali. Dal 1998 il corso di Discipline dello Spettacolo ha preso il posto del tradizionale indirizzo di Scenotecnica.
La derivazione dall'antica Accademia di Belle Arti ha permesso al Liceo di ricevere in dotazione un patrimonio considerevole di opere d'arte, costituito da sculture, dipinti, disegni e incisioni, preziosi calchi in gesso e libri antichi che, custoditi in prestigiosi ambienti (Aula Magna, Gipsoteca, Atrio monumentale, Museo Toschi, Biblioteca) sono a disposizione di studenti, docenti e studiosi. Presso l'istituto si è formato il noto pittore contemporaneo Pietro Moretta.

## Corsi di studio

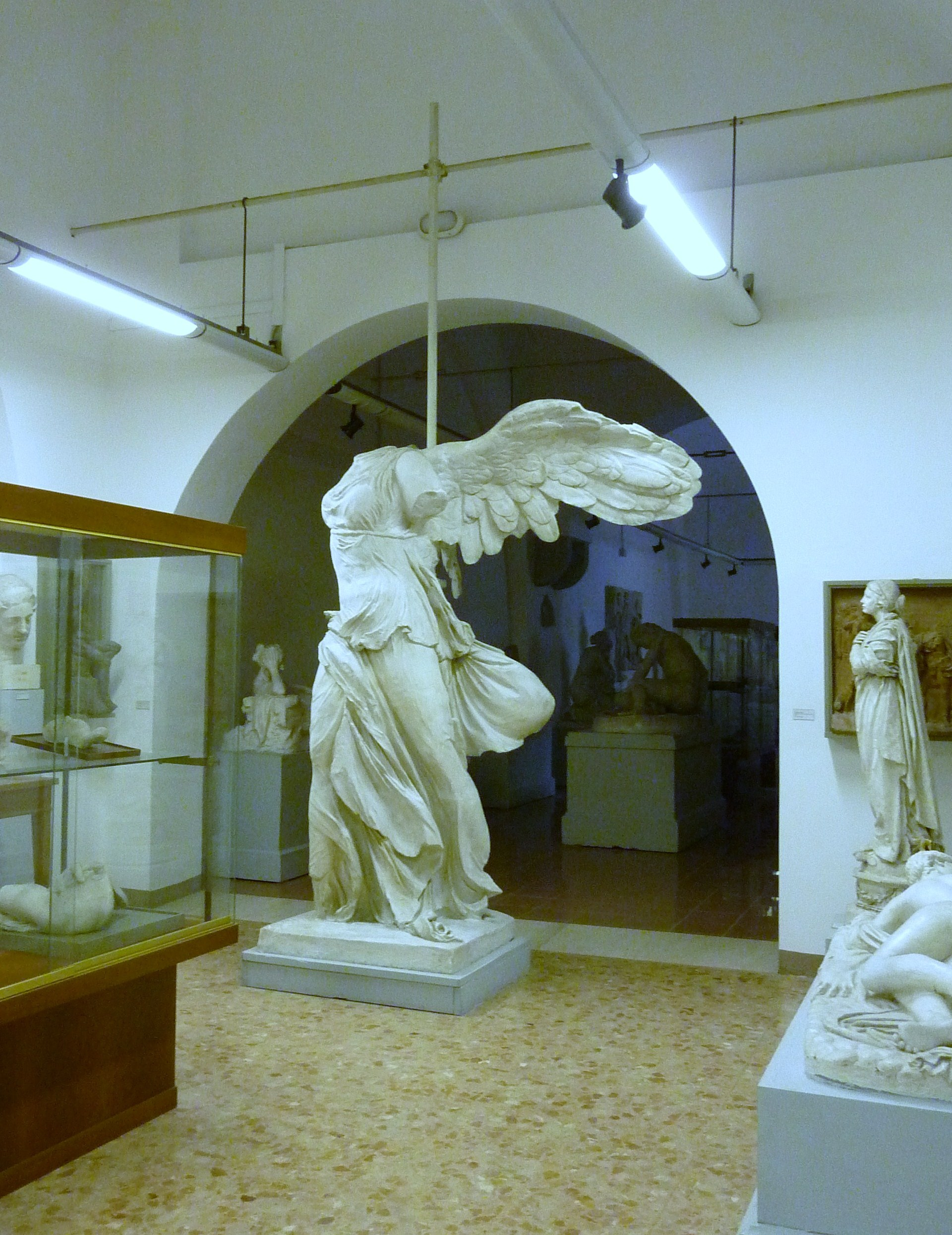
Una sala della Gipsoteca, con una copia in gesso della Nike di Samotracia

Alcune materie di insegnamento sono comuni a tutti gli indirizzi, tra cui Italiano, Inglese, Storia e Geografia, Filosofia, Matematica, Fisica, Scienze Naturali, Storia dell'Arte, Scienze motorie e sportive. A partire dal terzo anno gli studenti possono scegliere tra quattro indirizzi didattici, che prevedono, oltre alle suddette materie comuni, altri insegnamenti specifici:
- Architettura e Ambiente
  - Discipline progettuali
  - Laboratorio di architettura
- Arti Figurative
  - Discipline pittoriche
  - Discipline plastiche e laboratorio
  - Laboratorio di pittura
- Audiovisivo e Multimediale
  - Discipline audiovisive e multimediali
  - Laboratorio audiovisivo e multimediale
  - Discipline geometriche
- Grafica
  - Discipline grafiche
  - Laboratorio di grafica
- Scenografia

È attivo anche un corso serale di Arti grafiche e Decorazione pittorica.

## Galleria d'immagini

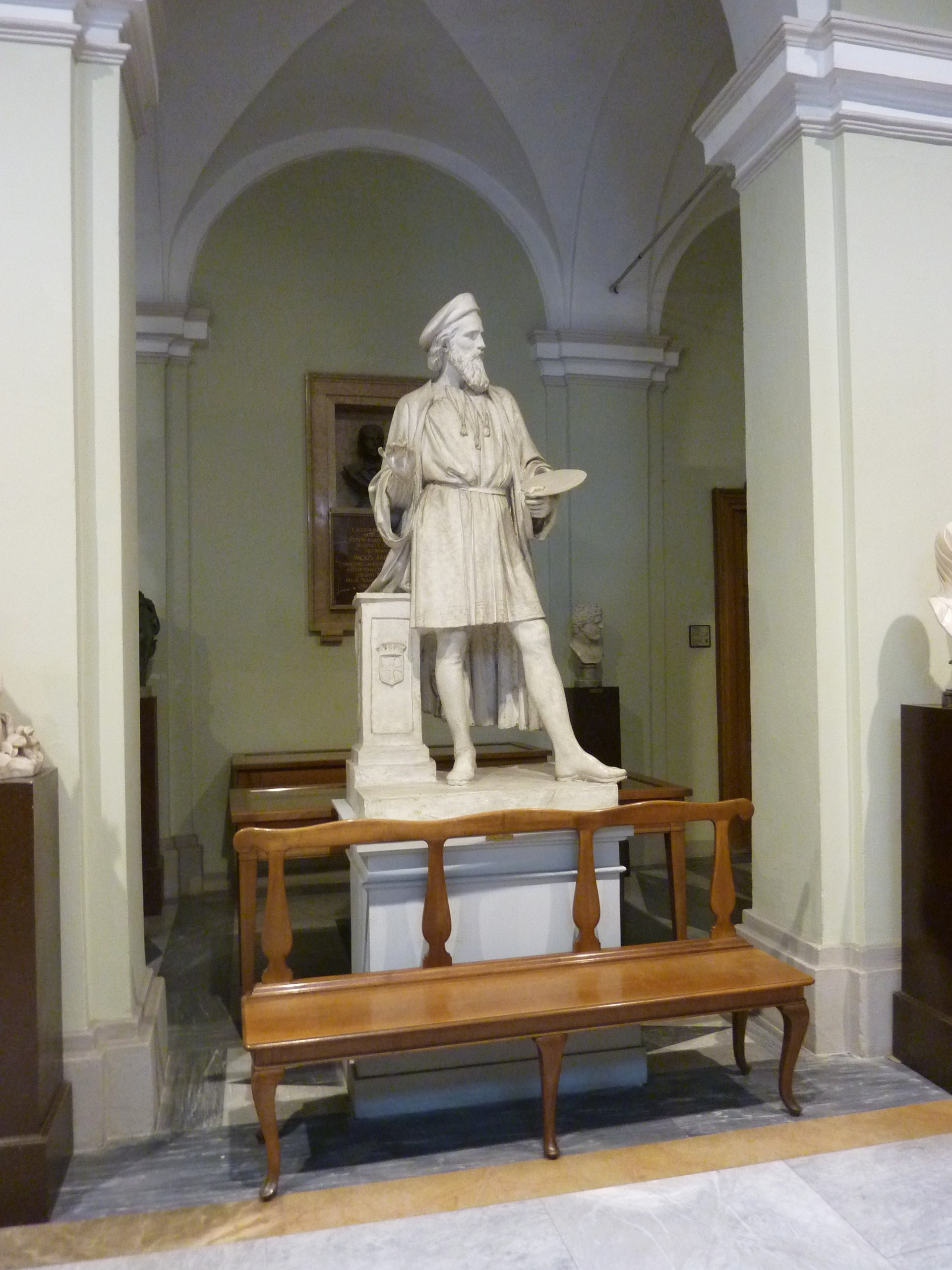
Statua del Parmigianino, di Cristoforo Marzaroli
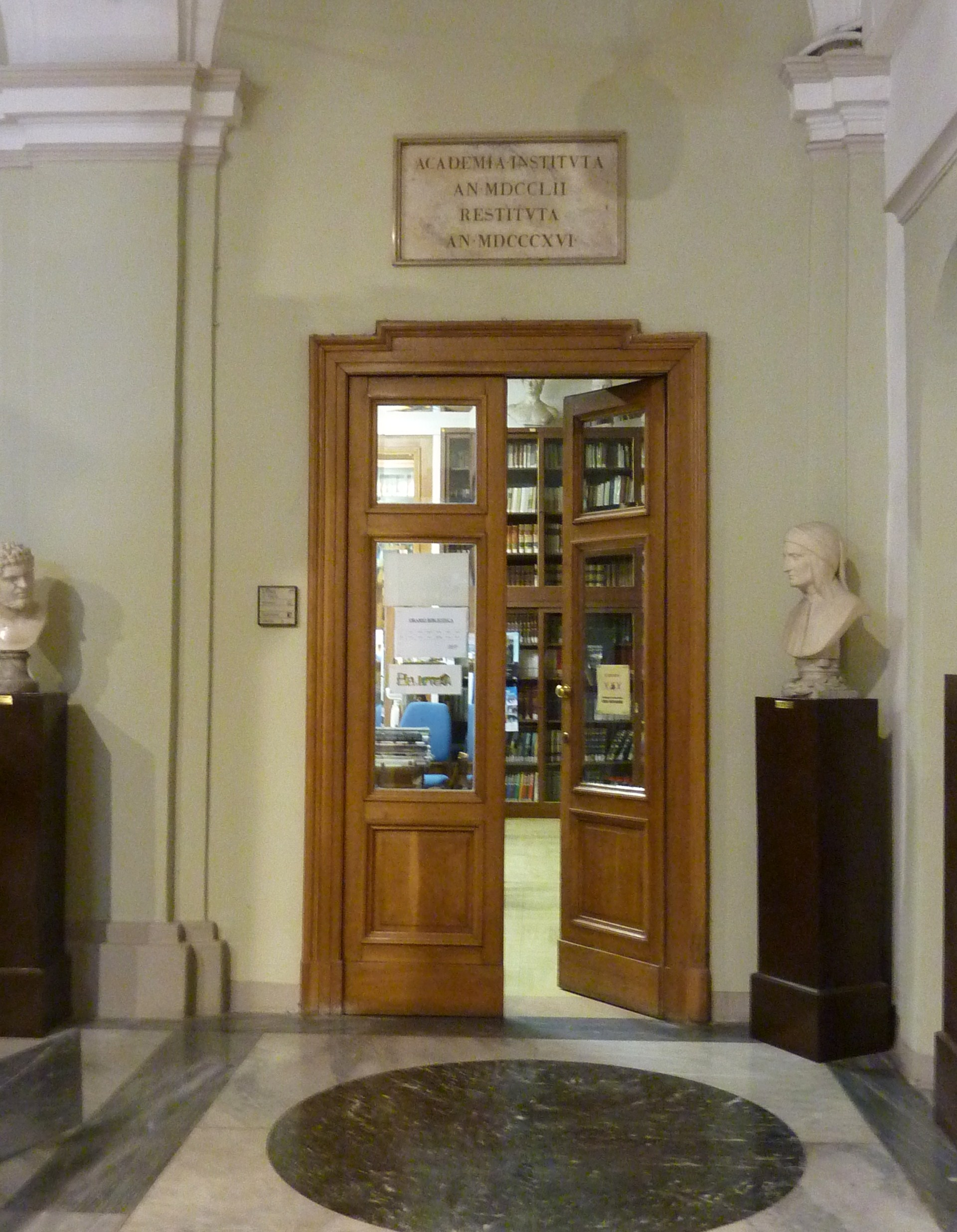
Ingresso della Biblioteca
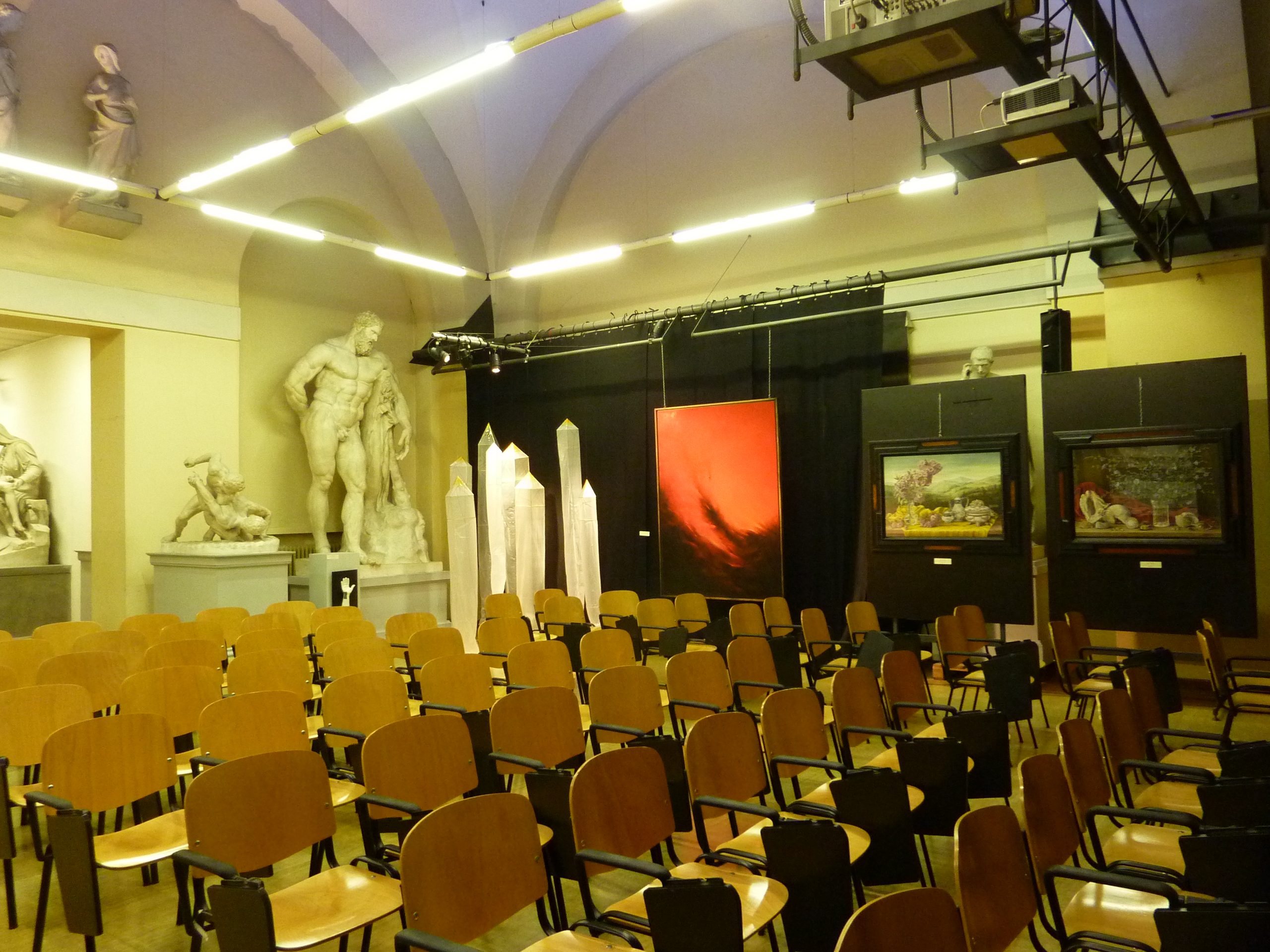
Aula magna